# OpenSSL
OpenSSL je v informatice open source implementace protokolů SSL a TLS. Poskytuje knihovny napsané v jazyce C, které zahrnují základní kryptografické funkce. OpenSSL knihovny lze pomocí speciálních „wrapperů“ (mezivrstva pro přizpůsobení) využívat v různých programovacích jazycích.
OpenSSL je k dispozici pro unixové operační systémy (Solaris, Linux, Mac OS X a operační systémy BSD), OpenVMS a Microsoft Windows. IBM poskytuje port pro System i (iSeries/AS400). OpenSSL je založeno na SSLeay, které bylo vyvinuto Erikem A. Youngem a Timem Hudsonem, jehož vývoj byl oficiálně ukončen v prosinci 1998, když oba vývojáři přestoupili do projektu RSA Security.

## Algoritmy
OpenSSL podporuje mnoho různých kryptografických algoritmů.
Šifry
Blowfish, Camellia, DES, RC2, RC4, RC5, IDEA, AES
Kryptografická hashovací funkce
MD5, MD2, SHA, MDC-2
Asymetrická kryptografie
RSA, DSA, Diffie-Hellman, Elliptic curve

## Soulad s FIPS 140-2
OpenSSL se stal prvním open source softwarem, u kterého bylo ověřeno, že splňuje standard FIPS 140-2, který vydala organizace NIST (National Institute of Standards and Technology's Cryptographic Module Validation Program). Certifikát byl udělen v lednu roku 2006 a následně byl odebrán v červenci téhož roku. Později došlo ještě ke změnám certifikátu v důsledku nejasností kolem použití modulů a jejich interakce s okolním softwarem, avšak certifikát byl ponechán.

## Licence knihoven
OpenSSL je vydáván pod „duální licenci“ (OpenSSL License a SSLeay license). Dvojí licence znamená, že
uživatel má možnost si vybrat, podle které licence se bude řídit, avšak dokumentace OpenSSL knihoven tento pojem užívá ve smyslu platnosti obou licencí.

## Známé bezpečnostní chyby

### Implementační chyba u Debianu
Při úpravě OpenSSL knihoven pro Debian vznikl vážný bezpečnostní problém, který byl odhalen v květnu 2008. Problém postihl všechny distribuce založené na Debianu, tj. také distribuce Ubuntu, Kubuntu a další. Zmíněná chyba se týkala generování šifrovacích klíčů, kde byla radikálně omezená entropie generátoru náhodných čísel, takže byly generovány lehce předvídatelné klíče.
Problém vznikl snahou o zlepšení možností ladění programů, které OpenSSL knihovny využívají. Byla odstraněna část kódu, která generovala chybová hlášení při použití nástroje Valgrind kvůli použití neinicializované paměti. Neinicializovaná paměť neslouží v OpenSSL ke generování entropie, avšak odstraněním dvou řádků kódu bylo vyřazeno získání entropie ze zdroje /dev/urandom, takže generátor náhodných čísel vycházel pouze z čísla procesu (což je velmi málo). Změna byla schválena vývojáři OpenSSL, avšak pouze pro ladění.
Knihovny OpenSSL tak generovaly pouze 215 různých šifrovacích klíčů pro každou architekturu (např. i386) místo 2128 klíčů, což znamenalo velice silné omezení. K dispozici jsou nástroje, které toto omezení dokáží využít. Bezpečnostní problém již vývojáři Debianu opravili, to ale zcela neřeší celý problém. Všechny klíče, které byly vygenerovány knihovnami nebo nástroji 'openssl', 'ssh-keygen' a 'openvpn --keygen' je nutné vygenerovat znovu, což se týká i poskytovatelů klíčů pro OpenID. Seznam zasažených programů je možné najít na wiki Debianu (nástroje používající GnuPG a GnuTLS nejsou zasaženy).

### Heartbleed
Dne 7. dubna 2014 byla zveřejněna závažná chyba v implementaci rozšíření „Heartbeat“ protokolu TLS, která postihovala všechny verze OpenSSL 1.0.1 a betaverzi OpenSSL 1.0.2-beta; současně s oznámením byly vydány opravené verze 1.0.1g a 1.0.2-beta2. Chyba v OpenSSL existovala od 31. prosince 2011 a zranitelné verze se od vydání OpenSSL 1.0.1 v březnu 2012 používaly na velkém množství serverů. Chyba využívá rozšíření protokolu TLS/DTLS, zvané heartbeat (RFC6520) – doslova „tlukot srdce“, které zjišťuje, zda protistrana „žije“; kvůli tomu byla chyba označena ironickou přezdívkou „Heartbleed“ (doslova „krvácení srdce“).
Díky chybě mohl útočník každým dotazem získat až 64 KB aplikační paměti serveru. V takto přečtené paměti se potenciálně mohou nacházet bezpečnostně citlivá data jako soukromý klíč serveru, jehož získání by útočníkům umožnilo se za server vydávat, případně dešifrovat dříve zachycenou komunikaci (pokud server nepoužíval šifry s dopřednou bezpečností), případně fragmenty uživatelských dat, dřívějších požadavků a odpovědí včetně hesel a bezpečnostních cookie, díky čemu by útočník mohl převzít přístup nad uživatelskými účty. Odhaduje se, že v okamžiku zveřejnění bylo útokem potenciálně ohroženo asi půl milionu serverů.

## Vydané verze
- OpenSSL 3.0.0 vydáno 7. září 2021
- OpenSSL 1.1.1 vydáno 11. září 2018
- OpenSSL 1.1.0 vydáno 25. srpna 2016
- OpenSSL 1.0.2 vydáno 22. ledna 2015
- OpenSSL 1.0.1 vydáno 14. března 2012
- OpenSSL 1.0.0 vydáno 29. března 2010
- OpenSSL 0.9.8 vydáno 5. července 2005
- OpenSSL 0.9.7 vydáno 31. prosince 2002
- OpenSSL 0.9.6 vydáno 25. září 2000
- OpenSSL 0.9.5 vydáno 28. února 2000
- OpenSSL 0.9.4 vydáno 9. srpna 1999
- OpenSSL 0.9.3 vydáno 25. května 1999
- OpenSSL 0.9.2 vydáno 22. března 1999
- OpenSSL 0.9.1 vydáno 23. prosince 1998